# Macrodiplophyllum pilcatum
Macrodiplophyllum pilcatum är en bladmossart som först beskrevs av Sextus Otto Lindberg, och fick sitt nu gällande namn av Perss. Macrodiplophyllum pilcatum ingår i släktet Macrodiplophyllum och familjen Scapaniaceae. Inga underarter finns listade i Catalogue of Life.